# Grace Lee Boggs
Grace Lee Boggs (Providence, 27 de junho de 1915 - Detroit, 5 de outubro de 2015) foi uma escritora, ativista, filósofa e feminista norte-americana. Era conhecida por sua colaboração política com Cyril Lionel Robert James e Raya Dunayevskaya durante as décadas de 1940 e 1950.
Na década de 1960 tomou seu próprio caminho político juntamente com seu marido James Boggs. Ajudou a organizar a marcha de 1963 com Martin Luther King Jr. em Detroit. Em 1998, ela escreveu quatro livros, incluindo uma autobiografia. Em 2011, aos 95 anos, escreveu um quinto livro, The Next American Revolution: Sustainable Activism for the Twenty-First Century, com Scott Kurashige e foi publicado pela University of California Press.
Boggs morreu de causas naturais durante o sono, em sua casa em Detroit.